# Exogen
Exogen refererar till en händelse eller ett objekt som kommer utifrån ett system. Begreppet kommer från de grekiska orden "exo" och "gen", som betyder utanför och produktion. Exogen är motsatsen endogen, som står för något som genereras inom själva systemet.

## Nationalekonomi
Termen är framför allt vanlig inom nationalekonomi, särskilt inom nationalekonomisk modellering. Där innebär en exogen förändring en förändring med ursprung utanför modellen och som inte kan förklaras med modellen som sådan. Till exempel, i den vanliga enkla utbud och efterfråge-modellen, är förändringar i konsumenternas smak eller preferenser oförklarade av själva modellen. Förändringar i konsumenternas preferenser leder därmed till exogena förändringar i efterfrågan som i sin tur kan ge ett ändrat jämviktspris. Uttryckt på ett annat sätt innebär en exogen påverkan en förändring av en autonom variabel, det vill säga en variabel som är oberoende av modellen.

## Statistik
Inom linjär regression betyder exogen att en variabel är oberoende av alla andra responsvärden.

## Andra vetenskapliga fält
Termen exogen används även inom biologi, geologi och psykologi.